# Campionati mondiali di bob 1958
I Campionati mondiali di bob 1958, diciassettesima edizione della manifestazione organizzata dalla Federazione Internazionale di Bob e Skeleton, si sono disputati a Garmisch-Partenkirchen, in Germania Ovest, sulla Olympia-Bobbahn Rießersee, il tracciato naturale (situato attorno al lago Rießersee) che ha ospitato le gare di bob ai Giochi di Garmisch-Partenkirchen 1936 e le rassegne iridate del 1934 e del 1938, limitatamente al bob a quattro, e del 1953 in entrambe le specialità maschili. La località bavarese ha quindi ospitato le rassegne iridate per la quarta volta nel bob a quattro e per la seconda nel bob a due uomini.
L'edizione ha visto prevalere l'Italia che si aggiudicò una medaglia d'oro, una d'argento e una di bronzo sulle sei disponibili in totale, sopravanzando di stretta misura la Germania Ovest con un oro e un argento e lasciando all'Austria un bronzo. I titoli sono stati infatti conquistati nel bob a due uomini dagli italiani Eugenio Monti e Renzo Alverà e nel bob a quattro dai tedeschi occidentali Hans Rösch, Alfred Hammer, Theodore Bauer e Walter Haller.

## Risultati

### Bob a due uomini
| Pos. | Atleti                         | Nazione |
| ---- | ------------------------------ | ------- |
|      | Eugenio Monti Renzo Alverà     | Italia  |
|      | Sergio Zardini Sergio Siorpaes | Italia  |
|      | Paul Aste Heinrich Isser       | Austria |

### Bob a quattro
| Pos. | Atleti                                                         | Nazione        |
| ---- | -------------------------------------------------------------- | -------------- |
|      | Hans Rösch Alfred Hammer Theodore Bauer Walter Haller          | Stati Uniti    |
|      | Franz Schelle Eduard Kaltenberger Josef Sterff Otto Göbl       | Germania Ovest |
|      | Sergio Zardini Massimo Bogana Renato Mocellini Alberto Righini | Italia         |

## Medagliere
| Posizione | Nazione        | Oro | Argento | Bronzo | Totale |
| --------- | -------------- | --- | ------- | ------ | ------ |
| 1         | Italia         | 1   | 1       | 1      | 3      |
| 2         | Germania Ovest | 1   | 1       | 0      | 2      |
| 3         | Austria        | 0   | 0       | 1      | 1      |
| Totale    | Totale         | 2   | 2       | 2      | 6      |